# Équipe des États-Unis féminine de rugby à sept
L'équipe des États-Unis féminine de rugby à sept est l'équipe qui représente les États-Unis dans les principales compétitions internationales féminines de rugby à sept, notamment la série mondiale, la Coupe du monde, les Jeux olympiques d'été et les Jeux panaméricains.

## Histoire
Alors que s'ouvre la première édition de la série mondiale pendant la saison 2012-2013 (en), la sélection américaine prend part à la compétition en tant qu'équipe permanente,,.

## Palmarès
Jeux olympiques d'été (première édition en 2016)
- 2016 (Brésil) : 5e
- 2016 (Japon) : 6e
- 2024 (France) : 3e

Coupe du monde (première édition en 2009)
- 2009 ( Émirats arabes unis) : Troisième
- 2013 (Russie) : Troisième
- 2018 (États-Unis) : Quatrième
- 2022 (Afrique du Sud) : Quatrième

Série mondiale (première édition en 2012-2013)
- 2012-2013, classement final 4e
- 2013-2014, classement final 7e
- 2014-2015, classement final 5e
- 2015-2016, classement final 6e
- 2016-2017, classement final 6e
- 2017-2018, classement final 5e
- 2018-2019, classement final 2e
- 2019-2020, classement final 5e
- 2021-2022, classement final 6e

Jeux panaméricains (première édition en 2015)
- 2015 (Canada) : Deuxième
- 2019 (Pérou) : Deuxième

## Joueuses emblématiques
- Alev Kelter

## Encadrement
En 2010, Ric Suggitt est nommé à la tête de l'équipe des États-Unis de rugby à sept féminin, il est toujours en poste en 2015, il est parvenu à qualifier les États-Unis pour les Jeux olympiques d'été de 2016 à Rio de Janeiro. Dans le cadre de son mandat, il parcourt les États-Unis notamment les écoles, les universités pour encadrer les formations et détecter les athlètes à fort potentiel.